# Caso Texas v. Pennsylvania
O caso Texas v. Pennsylvania (2020), foi um processo judicial movido na Suprema Corte dos Estados Unidos que contestava a administração da eleição presidencial de 2020 em quatro estados onde Joe Biden derrotou o então presidente Donald Trump.
Iniciado pelo procurador-geral do Texas, Ken Paxton, em 8 de dezembro de 2020, sob a jurisdição original da Suprema Corte [en], o processo alegava que Geórgia, Michigan, Pensilvânia e Wisconsin violaram a Constituição dos Estados Unidos ao alterarem procedimentos eleitorais por meios não legislativos, contrariando a teoria da legislatura estadual independente [en]. A ação buscava suspender temporariamente a contagem de votos certificada nesses quatro estados antes da votação do Colégio Eleitoral em 14 de dezembro. O processo foi apresentado após o fracasso de aproximadamente 90 ações judiciais [en] movidas por Trump e pelo Partido Republicano em tribunais estaduais e federais, que questionavam os resultados eleitorais.
A ação foi redigida por uma equipe de advogados ligados à campanha presidencial de Trump. Paxton aceitou mover o caso após outros procuradores-gerais de estados recusarem. O procurador-geral adjunto do Texas, Kyle D. Dawkins, opôs-se ao processo e recusou a inclusão de seu nome. Paxton contratou Lawrence J. Joseph, que auxiliou na redação da ação, como conselheiro especial para o caso.
Um dia após o protocolo do Texas, Trump, mais de 100 deputados republicanos e 18 procuradores-gerais republicanos de outros estados apresentaram moções em apoio ao caso. Trump descreveu o caso como "o grande" entre as ações judiciais que contestavam a eleição. Os procuradores-gerais dos estados demandados, apoiados por memoriais de outros vinte estados, dois territórios e o Distrito de Colúmbia, instaram a Corte a rejeitar o caso, com o memorial da Pensilvânia classificando-o como um "abuso sedicioso do processo judicial". Especialistas jurídicos argumentaram que o caso tinha pouca probabilidade de ser aceito e, se fosse, de prosperar, sendo considerado uma ação de "Hail Mary".
Em 11 de dezembro, a Suprema Corte emitiu ordens rejeitando o caso, com base na falta de legitimidade do Texas, conforme o Artigo III da Constituição, para contestar os resultados de uma eleição conduzida por outro estado.

## Contexto
Diversos estados alteraram suas leis eleitorais antes da eleição presidencial de 2020 para facilitar o voto por correspondência [en], devido a temores de que a votação presencial pudesse expor as pessoas à COVID-19. Essas mudanças enfrentaram contestações judiciais em todo o país. Algumas dessas ações questionaram regulamentações eleitorais alteradas pelos poderes executivos dos estados, e não pelas legislaturas estaduais. Em Texas v. Pensilvânia, o Texas alegou que tais alterações violaram o Artigo II da Constituição.
As contagens iniciais de votos, concluídas na semana seguinte ao dia da eleição, indicaram que Joe Biden havia conquistado votos suficientes no Colégio Eleitoral para garantir a presidência contra o então presidente Donald Trump. Trump e o Comitê Nacional Republicano (RNC) iniciaram várias ações judiciais contra estados-pêndulo, questionando suas contagens de votos, especialmente em estados que votaram em Trump na eleição de 2016, mas optaram por Biden em 2020, como Pensilvânia, Michigan, Wisconsin e Geórgia. A maioria dos casos movidos por Trump e pelo RNC foi rejeitada por motivos processuais ou substanciais nos tribunais, sem impactar o resultado projetado do Colégio Eleitoral. O PolitiFact [en] observou que, até então, as forças por trás da reversão da eleição haviam "perdido dezenas de ações judiciais eleitorais".
Antes e após a eleição, Trump afirmou que esperava que a Suprema Corte determinasse o resultado. Após a eleição, sua equipe jurídica buscou levar um caso à Corte, na qual juízes conservadores — incluindo três indicados por Trump — detinham uma maioria de 6–3.

## Processo

### Procedimento
O caso foi apresentado em 8 de dezembro de 2020, diretamente à Suprema Corte, que possui jurisdição original sobre disputas entre estados [en]. Esses casos são raros: entre 1789 e 1959, houve 123 casos de "jurisdição original". Casos de jurisdição original são imediatamente registrados conforme a Regra 17, assim que o autor apresenta sua moção para protocolar e paga as taxas de registro. Como a ação solicitava consideração urgente, a Corte estabeleceu um prazo até as 15h do dia 10 de dezembro para que os quatro estados demandados respondessem. Diferentemente de um caso típico submetido por um pedido de certiorari, que exige apenas quatro juízes para ser aceito pela Suprema Corte, este caso exigiria cinco juízes.

### Texas
A ação foi movida pelo procurador-geral do Texas, Ken Paxton. Ela alegava que Geórgia, Michigan, Pensilvânia e Wisconsin violaram a Constituição ao alterarem seus procedimentos eleitorais para limitar a disseminação da COVID-19. O processo foi protocolado no mesmo dia do prazo de "porto seguro", após o qual o Congresso deve aceitar os resultados certificados dos estados antes da votação oficial do Colégio Eleitoral em 14 de dezembro de 2020. A ação alegava que os quatro estados "ignoraram requisitos legais sobre como [os votos por correspondência] foram recebidos, avaliados e contados". Além disso, argumentava que os processos eleitorais nos quatro estados demandados "sofreram irregularidades significativas e inconstitucionais", tornando incerto quem "legitimamente venceu a eleição de 2020".
Na ação, o Texas alegou que os estados demandados, ao alterarem seus processos eleitorais, violaram três cláusulas da Constituição: a Cláusula dos Eleitores (Artigo II, Seção 1, Cláusula 2), a Cláusula de Proteção Igualitária e a Cláusula do Devido Processo Legal [en]. Em particular, argumentava que a Constituição exige que mudanças nos procedimentos eleitorais sejam feitas apenas pelas legislaturas estaduais, e não por executivos, como secretários de estado. Assim, mudanças nos procedimentos eleitorais feitas por ações executivas, e não por alterações na legislação estadual, tornariam os resultados eleitorais constitucionalmente inválidos.
O Texas argumentou que tinha legitimidade para processar, a fim de evitar que seus votos fossem "diluídos". O Texas também alegou que "a fraude se torna indetectável" porque "ações ilegais de funcionários eleitorais destroem efetivamente as evidências". Segundo o Texas, a questão de "se os eleitores cometeram fraude" não era o "problema constitucional" neste caso. Portanto, o Texas declarou que não precisava "provar" fraude.
O Texas buscou alívio solicitando que a Suprema Corte impedisse os quatro estados de votarem no Colégio Eleitoral e estendesse o prazo para que os estados apresentassem seus votos certificados.
Em sua resposta de 11 de dezembro aos estados demandados, o Texas afirmou que "os Estados Demandados não abordam seriamente as graves questões levantadas pelo Texas, optando por se esconder atrás de outras instâncias judiciais e decisões nas quais o Texas não pôde participar, e deturpando tanto o alívio que o Texas busca quanto a justificativa para esse alívio". Em uma entrevista, Paxton argumentou que "o único lugar onde podemos protocolar é a Suprema Corte, e fizemos isso de forma apropriada, então chamá-lo de 'sedicioso' é realmente ridículo". Em resposta a comentaristas que classificaram a ação como uma Hail Mary, Paxton disse: "A menos que você lance a bola, não pode completá-la".

### RespostasAmici curiae

Autor Texas (TX)
Réus (WI, MI, PA, GA) opuseram-se ao Texas
Estados com procuradores-gerais que apresentaram apoio ao Texas
Estados com procuradores-gerais que apresentaram apoio aos estados réus. O Distrito de Colúmbia, que é um distrito federal, também apresentou apoio, assim como Guam e as Ilhas Virgens Americanas, dois territórios dos EUA.
Estados com procuradores-gerais que apresentaram memoriais sem apoiar nenhum dos lados
Estado com procurador-geral apoiando o Texas, mas com governador apoiando os estados réus.

#### Apoiando o autor Texas
Procuradores-gerais de dezessete estados adicionais apresentaram um memorial conjunto em 9 de dezembro apoiando o Texas.
No mesmo dia, Trump apresentou uma moção para intervir em sua capacidade pessoal, tentando assim se juntar ao caso como autor. O memorial de Trump foi apresentado pelo professor da Escola de Direito da Universidade Chapman [en], John Eastman [en], que, em agosto de 2020, publicou um artigo na Newsweek questionando a elegibilidade de Kamala Harris para o cargo de vice-presidente. Nas redes sociais, o presidente referiu-se ao caso como "o grande". Mais de 120 membros republicanos da Câmara dos Representantes apresentaram um memorial amicus em apoio à ação, incluindo o líder Kevin McCarthy e seu vice Steve Scalise.
Inicialmente, 106 membros da Câmara assinaram a ação em apoio ao autor. Outros 20 membros da Câmara aderiram ao apoio ao autor antes que a ação fosse rejeitada.
Mais tarde, em 10 de dezembro, os procuradores-gerais de seis estados que já haviam respondido em um memorial amicus — Arkansas, Utah, Louisiana, Missouri, Mississippi e Carolina do Sul — solicitaram à Suprema Corte permissão para se juntarem ao Texas como autores no caso. Esse esforço foi liderado pelo procurador-geral do Missouri, Eric Schmitt [en].
| Lista de procuradores-gerais apoiando o Texas |
| --- |
| - Lynn Fitch, Mississippi - Tim Fox, Montana - Curtis Hill, Indiana - Mike Hunter, Oklahoma - Jeff Landry, Louisiana - Steve Marshall, Alabama - Ashley Moody, Flórida - Patrick Morrisey, Virgínia Ocidental - Doug Peterson, Nebraska - Jason R. Ravnsborg, Dakota do Sul - Sean D. Reyes, Utah - Leslie Rutledge, Arkansas - Derek Schmidt, Kansas - Eric Schmitt, Missouri - Herbert H. Slatery III, Tennessee - Wayne Stenehjem, Dakota do Norte - Alan Wilson, Carolina do Sul |

| Lista de 126 membros da Câmara dos Representantes apoiando o Texas |
| --- |

Primeiro grupo de republicanos apoiando o Texas
20 republicanos adicionais apoiando o Texas
Republicano que não assinou o memorial
Democrata que não assinou o memorial
Assento libertário
Assento vago

| - Ralph Abraham (político)\|Ralph Abraham]], LA-05 - Robert Aderholt, AL-04 - Rick Allen, GA-12 - Jodey Arrington, TX-19 - Brian Babin, TX-36 - Jim Baird, IN-04 - Jim Banks, IN-03 - Jack Bergman, MI-01 - Andy Biggs, AZ-05 - Gus Bilirakis, FL-12 - Dan Bishop, NC-09 - Mike Bost, IL-12 - Kevin Brady, TX-08 - Mo Brooks, AL-05 - Ken Buck, CO-04 - Ted Budd, NC-13 - Tim Burchett, TN-02 - Michael C. Burgess, TX-26 - Bradley Byrne, AL-01 - Ken Calvert, CA-42 - Buddy Carter, GA-01 - Ben Cline, VA-06 - Michael Cloud, TX-27 - Doug Collins, GA-09 - Mike Conaway, TX-11 - Rick Crawford, AR-01 - Dan Crenshaw, TX-02 - Scott DesJarlais, TN-04 - Mario Diaz-Balart, FL-25 - Jeff Duncan, SC-03 - Neal Dunn, FL-02 - Tom Emmer, MN-06 - Ron Estes, KS-04 - Drew Ferguson, GA-03 - Chuck Fleischmann, TN-03 - Bill Flores, TX-17 - Jeff Fortenberry, NE-01 - Virginia Foxx, NC-05 - Russ Fulcher, ID-01 - Matt Gaetz]], FL-01 - Greg Gianforte, MT-AL - Bob Gibbs, OH-07 - Louie Gohmert, TX-01 - Lance Gooden, TX-05 - Sam Graves, MO-06 - Mark Green, TN-07 - Morgan Griffith, VA-09 - Michael Guest, MS-03 - Jim Hagedorn, MN-01 - Andy Harris, MD-01 - Vicky Hartzler, MO-04 - Kevin Hern, OK-01 - Jody Hice, GA-10 - Clay Higgins, LA-03 - Trey Hollingsworth, IN-09 - Richard Hudson]], NC-08 - Bill Huizenga, MI-02 - Bill Johnson, OH-06 - Mike Johnson, LA-04 - Jim Jordan, OH-04 - John Joyce, PA-13 - Fred Keller, PA-12 - Mike Kelly, PA-16 - Trent Kelly, MS-01 - Steve King, IA-04 - David Kustoff, TN-08 - Darin LaHood, IL-18 - Doug LaMalfa, CA-01 - Doug Lamborn, CO-05 - Robert E. Latta, OH-05 - Debbie Lesko, AZ-08 - Billy Long, MO-07 - Barry Loudermilk, GA-11 - Blaine Luetkemeyer, MO-03 - Kenny Marchant, TX-24 - Roger Marshall, KS-01 - Kevin McCarthy, CA-23 - Tom McClintock, CA-04 - Cathy McMorris Rodgers, WA-05 - Dan Meuser, PA-09 - Carol Miller, WV-03 - John Moolenaar, MI-04 - Alex Mooney, WV-02 - Markwayne Mullin, OK-02 - Greg Murphy, NC-03 - Dan Newhouse, WA-04 - Ralph Norman, SC-05 - Steven Palazzo, MS-04 - Gary Palmer, AL-06 - Greg Pence, IN-06 - Scott Perry, PA-10 - Bill Posey, FL-08 - Guy Reschenthaler, PA-14 - Tom Rice, SC-07 - Mike Rogers, AL-03 - John Rose, TN-06 - David Rouzer, NC-07 - John Rutherford, FL-04 - Steve Scalise, LA-01 - Austin Scott, GA-08 - Mike Simpson, ID-02 - Adrian Smith, NE-03 - Jason T. Smith, MO-08 - Ross Spano, FL-15 - Pete Stauber, MN-08 - Elise Stefanik, NY-21 - Greg Steube,[FL-17 - Glenn Thompson, PA-15 - Tom Tiffany, WI-07 - Jeff Van Drew, NJ-02 - William Timmons, SC-04 - Ann Wagner, MO-02 - Tim Walberg, MI-07 - Mark Walker, NC-06 - Jackie Walorski, IN-02 - Michael Waltz, FL-06 - Randy Weber, TX-14 - Daniel Webster, FL-11 - Brad Wenstrup, OH-02 - Bruce Westerman, AR-04 - Roger Williams, TX-25 - Joe Wilson, SC-02 - Rob Wittman, VA-01 - Ron Wright, TX-06 - Ted Yoho, FL-03 - Lee Zeldin, NY-01 |

#### Apoiando os estados réus
Um memorial amicus curiae em apoio aos réus foi apresentado por um grupo de ex-titulares de cargos e autoridades republicanas.
Os estados réus responderam em 10 de dezembro, instando a Corte a rejeitar o caso. A resposta da Pensilvânia classificou a ação como um "abuso sedicioso do processo judicial". Os estados pediram que os juízes "enviassem um sinal claro e inequívoco de que tal abuso nunca deve ser repetido".
No mesmo dia, os procuradores-gerais do Distrito de Colúmbia, Guam, Ilhas Virgens e 20 estados apresentaram um memorial em apoio aos estados réus:
| Lista de procuradores-gerais apoiando os réus |
| --- |
| - Hector Balderas, Novo México - Xavier Becerra, Califórnia - Leevin Taitano Camacho, Território de Guam - Clare E. Connors, Havaí - Thomas J. Donovan, Vermont - Keith Ellison, Minnesota - Robert W. Ferguson, Washington - Aaron D. Ford, Nevada - Aaron M. Frey, Maine - Brian E. Frosh, Maryland - Denise George, Ilhas Virgens Americanas - Gurbir S. Grewal, Nova Jersey - Maura Healey, Massachusetts - Mark R. Herring, Virgínia - Letitia James, Nova York - Kathleen Jennings, Delaware - Peter F. Neronha, Rhode Island - Karl Racine, Distrito de Colúmbia - Kwame Raoul, Illinois - Ellen F. Rosenblum, Oregon - Josh Stein, Carolina do Norte - William Tong, Connecticut - Philip J. Weiser, Colorado |

#### Apoiando ambas as partes
Embora o procurador-geral de Montana Tim Fox tenha participado do memorial conjunto apresentado em 9 de dezembro apoiando o Texas, o governador de Montana na época, Steve Bullock, apresentou um memorial separado em 10 de dezembro em apoio aos réus.

#### Sem apoiar nenhuma das partes
Em 10 de dezembro, o procurador-geral de Ohio [en], Dave Yost, apresentou uma moção sem apoiar nenhuma das partes, mas afirmou que "os [e]stados precisam que esta Corte decida, na primeira oportunidade disponível, se a Cláusula dos Eleitores permite que tribunais estaduais (e autoridades executivas estaduais) alterem as regras pelas quais as eleições presidenciais são conduzidas". Yost também declarou que Ohio não poderia apoiar o pedido de alívio do Texas, pois a posição de Ohio é que o poder das legislaturas estaduais sobre as eleições não deve ser anulado por tribunais federais. O Arizona também apresentou um memorial sobre jurisdição, mas sem apoiar nenhuma das partes.

## Reações ao protocolo do processo

### Jurídicas
A ação foi criticada por especialistas jurídicos e chamada de "extravagante". O professor de direito da Escola de Direito da Universidade do Texas, Stephen I. Vladeck, classificou a ação como "o processo mais absurdo protocolado para supostamente contestar a eleição". O especialista em direito eleitoral Rick Hasen caracterizou a ação como "um comunicado de imprensa disfarçado de processo" e "o caso mais estúpido que já vi protocolado em caráter emergencial na Suprema Corte". Edward Foley, diretor do programa de direito eleitoral da Universidade Estadual de Ohio, instou a Corte a ignorar o caso e evitar interferir na eleição.
Alan Dershowitz, da Escola de Direito de Harvard, descreveu o caso de última hora como uma "jogada de Hail Mary" que era "criativa, mas improvável de vencer", pois alegar que o Texas, e não seus eleitores, foi lesado (para contornar a Décima Primeira Emenda à Constituição dos EUA) é "forçado"; ele também expressou preocupação com o fato de o caso ter sido protocolado tarde demais.
Outro professor de Harvard, Noah Feldman [en], caracterizou a ação como uma tentativa de golpe por parte dos republicanos para anular os resultados da eleição.
O senador Ted Cruz, que anteriormente atuou como Procurador-Geral do Texas e defendeu vários casos perante a Corte nessa função, aceitou o pedido de Trump para argumentar o caso, caso a Corte o aceitasse.
Especialistas jurídicos também não esperavam que a Suprema Corte aceitasse o caso, dada sua relutância em julgar contestações pós-eleitorais. No mesmo dia do protocolo do Texas, a Corte recusou ouvir argumentos em outro desafio pós-eleitoral, Kelly v. Pensilvânia, sem quaisquer dissensos. Os réus também argumentaram que o princípio jurídico de laches, que pode barrar uma ação se protocolada tarde demais, é motivo para rejeitar a reivindicação do Texas.

### Políticas

#### A favor
O governador republicano do Texas, Greg Abbott, manifestou apoio ao caso, afirmando que a ação "tenta acelerar o processo, proporcionando certeza e clareza sobre todo o processo eleitoral. Os Estados Unidos da América precisam disso".
O presidente Trump retweetou várias mensagens que expressavam apoio à ação. Em 9 de dezembro, ele prometeu intervir no processo, e apresentou uma moção para fazê-lo no mesmo dia, tentando assim se juntar ao caso como autor. Em 10 de dezembro, ele tuitou que "a Suprema Corte tem a chance de salvar nosso país do maior abuso eleitoral na história dos Estados Unidos". Em 11 de dezembro, ele tuitou: "Eu só quero impedir que o mundo se mate! [...] Agora que a administração Biden será um desastre cheio de escândalos pelos próximos anos, é muito mais fácil para a Suprema Corte dos Estados Unidos seguir a Constituição e fazer o que todos sabem que precisa ser feito".
Os senadores republicanos David Perdue e Kelly Loeffler [en], ambos envolvidos em disputas acirradas de segundo turno na Geórgia, expressaram apoio à ação. Em um tuíte, o procurador-geral republicano do Missouri, Eric Schmitt [en], declarou seu apoio à ação, prometendo "liderar o esforço em apoio ao protocolo do Texas na #SupremaCorte hoje". No Twitter, a procuradora-geral republicana do Arkansas, Leslie Rutledge [en], afirmou que apoiaria legalmente a moção. O procurador-geral republicano da Louisiana, Jeff Landry, também apoiou a queixa.
Em resposta a um e-mail enviado a todos os membros republicanos da Câmara dos Representantes pelo representante Mike Johnson da Louisiana, 125 republicanos juntaram-se a ele para assinar um memorial amicus apoiando a ação. O número representava uma clara maioria do grupo republicano na Câmara. O Politico classificou o grande número de membros republicanos da Câmara apoiando a ação como "surpreendente". Por outro lado, os membros republicanos do Senado foram muito menos propensos a apoiar publicamente a ação, refletindo temperamentos e imperativos políticos diferentes.

#### Contra
O gabinete do procurador-geral republicano da Geórgia, Chris Carr, também criticou a ação e Paxton. Em 8 de dezembro, a porta-voz de Carr afirmou que Paxton estava "constitucionalmente, legalmente e factualmente errado sobre a Geórgia". A vice-secretária de Estado da Geórgia, Jordan Fuchs, denunciou a ação como "falsa e irresponsável". Trump advertiu Carr para não mobilizar outros oficiais republicanos contra a ação, e a maioria republicana no Senado do Estado da Geórgia [en] expressou aprovação ao protocolo.
A procuradora-geral democrata de Michigan, Dana Nessel [en], criticou a ação, classificando-a como uma "manobra publicitária [...] indigna" do gabinete do procurador-geral do Texas e afirmando que "[a] erosão da confiança em nosso sistema democrático não é atribuível às boas pessoas de Michigan, Wisconsin, Geórgia ou Pensilvânia, mas sim a oficiais partidários, como o Sr. Paxton, que colocam a lealdade a uma pessoa acima da lealdade ao seu país". O procurador-geral de Wisconsin, Josh Kaul [en], chamou o caso de "genuinamente embaraçoso". O procurador-geral da Pensilvânia, Josh Shapiro, declarou que "[essas] contínuas ataques ao nosso sistema eleitoral justo e livre são mais do que sem mérito, mais do que imprudentes — são um esquema do Presidente dos Estados Unidos e de alguns no Partido Republicano para desrespeitar a vontade do povo — e nomear seus próprios vencedores".
O advogado e fundador do Projeto Lincoln [en], George Conway [en], chamou a ação de "a coisa mais insana até agora". O ex-comissário de eleições federais Hans von Spakovsky [en] disse que, "por quase qualquer medida, isso é o equivalente jurídico de uma jogada de Hail Mary".
Chip Roy [en], congressista republicano do Texas e ex-chefe de gabinete do senador do Texas Ted Cruz, caracterizou a ação como "uma violação perigosa do federalismo [que] estabelece um precedente para que um estado peça aos tribunais federais que policiem os procedimentos de votação de outros estados". O senador republicano do Texas e ex-juiz da Suprema Corte do Texas, John Cornyn, disse que não conseguia "entender a teoria jurídica" por trás da ação.
E-mails do gabinete da procuradora-geral da Flórida, Ashley Moody [en], revelaram que advogados do gabinete ridicularizaram a ação como "louca" e "esquisita", e especularam sobre as motivações de Paxton para protocolá-la.
O governador Gary Herbert e o governador eleito Spencer Cox [en] de Utah, ambos republicanos, denunciaram a decisão do procurador-geral republicano do estado, Sean Reyes [en], de se juntar ao memorial amicus em apoio à ação. Vários outros estados também viram divisões entre republicanos sobre a sabedoria de apoiar a ação. A Associated Press escreveu que a ação "rapidamente se tornou um teste de tornassol conservador".
Michael Steele, ex-presidente do Comitê Nacional Republicano, chamou a decisão dos membros republicanos da Câmara de se juntarem à ação de "uma ofensa à Constituição" que "deixa uma mancha indelével" em sua "pele política". Jeb Bush opinou sobre a ação: "Isso é loucura. Será rejeitada de imediato".
O procurador-geral do Texas, Kyle D. Hawkins, que normalmente falaria em nome do estado em questões perante a Suprema Corte, não foi listado na ação.

### Análise estatística
A ação incluiu uma declaração do economista Charles Cicchetti, que afirmou que sua análise estatística mostrava que havia menos de uma chance em um quatrilhão de Biden ter vencido qualquer um dos estados em questão. A análise de Cicchetti foi amplamente criticada, pois assumia que os eleitores se comportaram em 2020 da mesma forma que em 2016 e porque presumia que os padrões de contagem de votos eram aleatórios ao longo do tempo. Na realidade, Biden era um candidato diferente de Hillary Clinton em 2016, e a mudança acentuada de contagens iniciais de votos republicanos para contagens posteriores de votos democratas era esperada com antecedência, porque vários estados-chave proibiram a contagem antecipada de votos por correio; os votos por correio favoreceram Biden, em parte, porque Trump tentou por muito tempo desacreditar a confiabilidade da votação por correio.
Escrevendo no PolitiFact, Eric Litke descreveu a análise como "desprovida de lógica", citando professores de ciência política que a descreveram como "ridícula" e "incompetência estatística", com uma suposição errada sendo que "os votos são todos distribuídos de forma independente e aleatória". No The Volokh Conspiracy [en], David Post descreveu a análise de Cicchetti como "idiota" porque se baseava em duas suposições flagrantemente falsas: (1) que as preferências dos eleitores não mudaram desde 2016, e (2) que as preferências partidárias não diferiam entre eleitores por correio e presenciais. Post afirmou que o uso do trabalho de Cicchetti por Paxton foi "antiético" porque Paxton não mencionou as suposições-chave de Cicchetti. No The Washington Post, Philip Bump disse que a análise da ação era "absolutamente ridícula", observando que os resultados de 2016 não poderiam ser extrapolados para 2020, porque Biden era mais popular que Clinton e porque os eleitores haviam se tornado mais polarizados. Bump também escreveu que a contagem de votos não era "homogênea", com o fenômeno do "mudança azul [en]" sendo totalmente esperado devido aos votos por correio que favoreciam Biden.

## Resultado
Em 11 de dezembro, em uma decisão não assinada, a Corte decidiu que o Texas não tinha legitimidade ativa e rejeitou a ação:
A moção do Estado do Texas para protocolar uma petição inicial é negada por falta de legitimidade ativa sob o Artigo III da Constituição. O Texas não demonstrou um interesse judicialmente reconhecível na maneira como outro Estado conduz suas eleições. Todas as outras moções pendentes são rejeitadas por perda de objeto.
O juiz Alito, acompanhado pelo juiz Thomas, discordou da decisão de negar a permissão para protocolar a petição inicial, mas não encontrou outros méritos para os autores. Ele escreveu que a Corte tem o dever de ouvir o caso, referindo-se ao dissenso de Thomas em Arizona v. Califórnia (24 de fevereiro de 2020):
Em minha opinião, não temos discricionariedade para negar o protocolo de uma petição inicial em um caso que se enquadra em nossa jurisdição original [...] Portanto, eu concederia a moção para protocolar a petição inicial, mas não concederia outro alívio, e não expresso opinião sobre qualquer outra questão.

## Desdobramentos
Após a Corte recusar ouvir o caso, Allen West [en], então presidente do Partido Republicano do Texas [en], sugeriu que "estados cumpridores da lei deveriam se unir e formar uma União de estados que respeitarão a constituição". A declaração foi criticada pelo republicano de Illinois Adam Kinzinger [en], que disse que o chamado à secessão era perigoso. George Conway, do Projeto Lincoln, e o editor da National Review, Rich Lowry, também criticaram as declarações de West, afirmando que elas não representavam o "Partido de Lincoln".
O presidente Trump criticou duramente a decisão da Corte, dizendo: "Isso é uma grande e vergonhosa injustiça. O povo dos Estados Unidos foi enganado, e nosso país, desonrado. Nunca nos deram nosso dia na Corte!" A secretária de imprensa da Casa Branca, Kayleigh McEnany, reforçou a ideia de que o caso nunca teve uma chance, dizendo que os juízes "se esconderam atrás de procedimentos ... Não há outra maneira de dizer senão que eles esquivaram". Paxton, por sua vez, disse que a decisão foi "infeliz".
A campanha de Biden declarou sobre a decisão: "A Suprema Corte rejeitou de forma decisiva e rápida o mais recente dos ataques de Donald Trump e seus aliados ao processo democrático. Isso não é surpresa — dezenas de juízes, autoridades eleitorais de ambos os partidos e o próprio procurador-geral de Trump descartaram suas tentativas infundadas de negar que ele perdeu a eleição".
A presidente da Câmara, Nancy Pelosi, emitiu uma declaração dizendo que "A Corte rejeitou corretamente, de imediato, a extrema, ilegal e antidemocrática ação republicana para anular a vontade de milhões de eleitores americanos" e advertiu que "os republicanos devem, de uma vez por todas, encerrar sua subversão eleitoral — imediatamente". Além disso, ela repreendeu os membros da Câmara que apoiaram a ação: "Os 126 membros republicanos que assinaram esta ação trouxeram desonra à Câmara. Em vez de cumprir seu juramento de apoiar e defender a Constituição, eles escolheram subverter a Constituição e minar a confiança pública em nossas instituições democráticas sagradas".
O representante de Nova Jersey, Bill Pascrell [en], citando a seção três da 14ª Emenda, pediu que Pelosi não desse posse aos republicanos que assinaram o memorial amicus curiae apoiando a ação. Essa proposta teria se aplicado a quase dois terços dos representantes republicanos do 117º Congresso dos Estados Unidos. Pascrell afirmou: "O texto da 14ª Emenda proíbe expressamente que membros do Congresso se envolvam em rebelião contra os Estados Unidos. Tentar anular uma eleição democrática e instalar um ditador parece um exemplo bastante claro disso".